# Dzulutok
Dzulutok es una localidad del municipio de Quintana Roo en el estado de Yucatán, México.

## Toponimia
El nombre (Dzulutok) proviene del idioma maya.

## Hechos históricos
- En 1990 cambia su nombre de Dzulutoc a Dzulutok.

## Demografía
Según el censo de 2005 realizado por el INEGI, la población de la localidad era de 0 habitantes.
| 8                           | 93 | 56 | 29 | 16 | 16 | 0 | 0 | 0 |
| (Fuente: INEGI [Consultar]) |    |    |    |    |    |   |   |   |